# Jodi Proznick

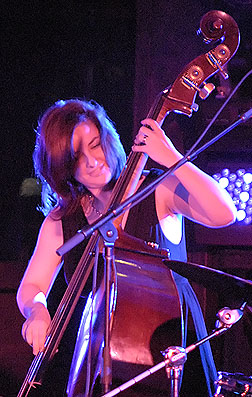
Jodi Proznick (2008)

Jodi Proznick (* 23. Oktober 1975 in Surrey, British Columbia) ist eine kanadische Jazzmusikerin (Kontrabass, Komposition).

## Leben und Wirken
Proznick, die in einer musikalischen Familie aufwuchs, begann mit dreizehn Jahren Kontrabass zu spielen; sie wurde dabei von ihrem Vater, dem Musiklehrer David Proznick, unterrichtet. Während sie die Semiahmoo Secondary School besuchte, gewann sie 1993 beim Musicfest Canada den General Motors Award of Excellence. Anschließend erhielt sie ein Stipendium für ein Bassstudium an der McGill University in Montreal, das sie von 1993 bis 1998 absolvierte.
Nach ihrem Abschluss spielte Proznik in Montreal mit Christine Jensen, Renee Lee, André White und Greg Clayton. 2000 heiratete sie den Jazzpianisten Tilden Webb und zog nach Vancouver. Ihr Jodi Proznick Quartet stellte sie 2004 beim Vancouver International Jazz Festival vor. Ihr Debütalbum Foundations erschien 2006 mit diesem Quartett und wurde bei den Juno Awards 2009 in der Kategorie Traditional Jazz Album of the Year nominiert. Sie begleitete Michael Bublé bei der Abschlusszeremonie der Olympischen Winterspiele 2010 in Vancouver.
Gemeinsam mit dem Gitarristen Bill Coon und dem Pianisten Miles Black gründete sie die Gruppe Triology, die bisher zwei Alben veröffentlichte, ein gleichnamiges (2014) und Stairway to the Stars (2019). 2017 veröffentlichte sie ihr drittes Album Sun Songs (im Quintett mit Sängerin Laila Biali), das zu ihrer zweiten Juno-Nominierung führte, diesmal für das Vocal Jazz Album of the Year. Thematisch behandelt dieses Album Briefe an ihren Sohn, die sowohl sein eigenes Leben, angefangen von der Geburt, betreffen, als auch die Sorge um Proznicks Mutter, die früh an Demenz erkrankte.
Zusammen mit der Pianistin/Komponistin Amanda Tosoff leitete Proznick das Ostara Project mit Trompeterin Rachel Therrien, der Saxophonistin Allison Au, Gitarristin Jocelyn Gould, Schlagzeugerin Sanah Kadoura und Vokalistin Joanna Majoko, deren gleichnamiges Album 2023 für einen Juno-Award nominiert wurde. Außerdem ist sie Mitglied des Kammerensembles Four Jays, von Jasmine Jazz (einer Zusammenarbeit mit dem Vancouver Chinese Music Ensemble) und des Indo-Jazz-Fusion-Quartetts Raagaverse mit der Hindustani-Sängerin Shruti Ramani. Zudem hat sie mit Künstlern wie Seamus Blake, Sarah McLachlan, George Colligan oder Eddie Henderson gearbeitet.
Nach einem Master-Abschluss in Pädagogik an der Simon Fraser University war sie von 2012 bis 2020 als Dozentin an der Kwantlen Polytechnic University tätig. Derzeit ist sie Abteilungsleiterin des Jazzprogramms und künstlerische Leiterin des Summer Jazz Workshop und des Sister Jazz Day an der Vancouver Symphony Orchestra School of Music. Als Dozentin war sie auch am Banff Center for the Arts tätig.

## Preise und Auszeichnungen
Proznik erhielt 1998 den IAJE Sisters in Jazz Award, 2004 mit ihrem Jodi Proznick Quartet den Galaxie Rising Star Award beim Vancouver International Jazz Festival. Das Quartett wurde bei den National Jazz Awards 2008 als Akustikgruppe des Jahres ausgezeichnet und ihr Debütalbum als Album des Jahres. Sie selbst fand 2008 und 2009 bei den National Jazz Awards als Bassist des Jahres Beachtung. 2019 wurde sie bei den Western Canadian Music Awards als „Jazzkünstlerin des Jahres“ benannt. Anlässlich des Thronjubiläums von Elisabeth II. wurde sie 2022 mit dem Lieutenant Governor’s Arts and Music Award geehrt.